# Dosso (région)
Pour les articles homonymes, voir Dosso.
La région de Dosso, située dans la partie sud du Niger, est limitée à l'est par la région de Tahoua, au nord-ouest par la région de Tillaberi, et au sud par la république du Bénin et la république fédérale du Nigeria.
Elle couvre une superficie de 33 844 km2, soit 2,7 % de la superficie totale du Niger. Elle comptait 2 078 339 habitants en 2011.
On y trouve la Réserve partielle de faune de Dosso.

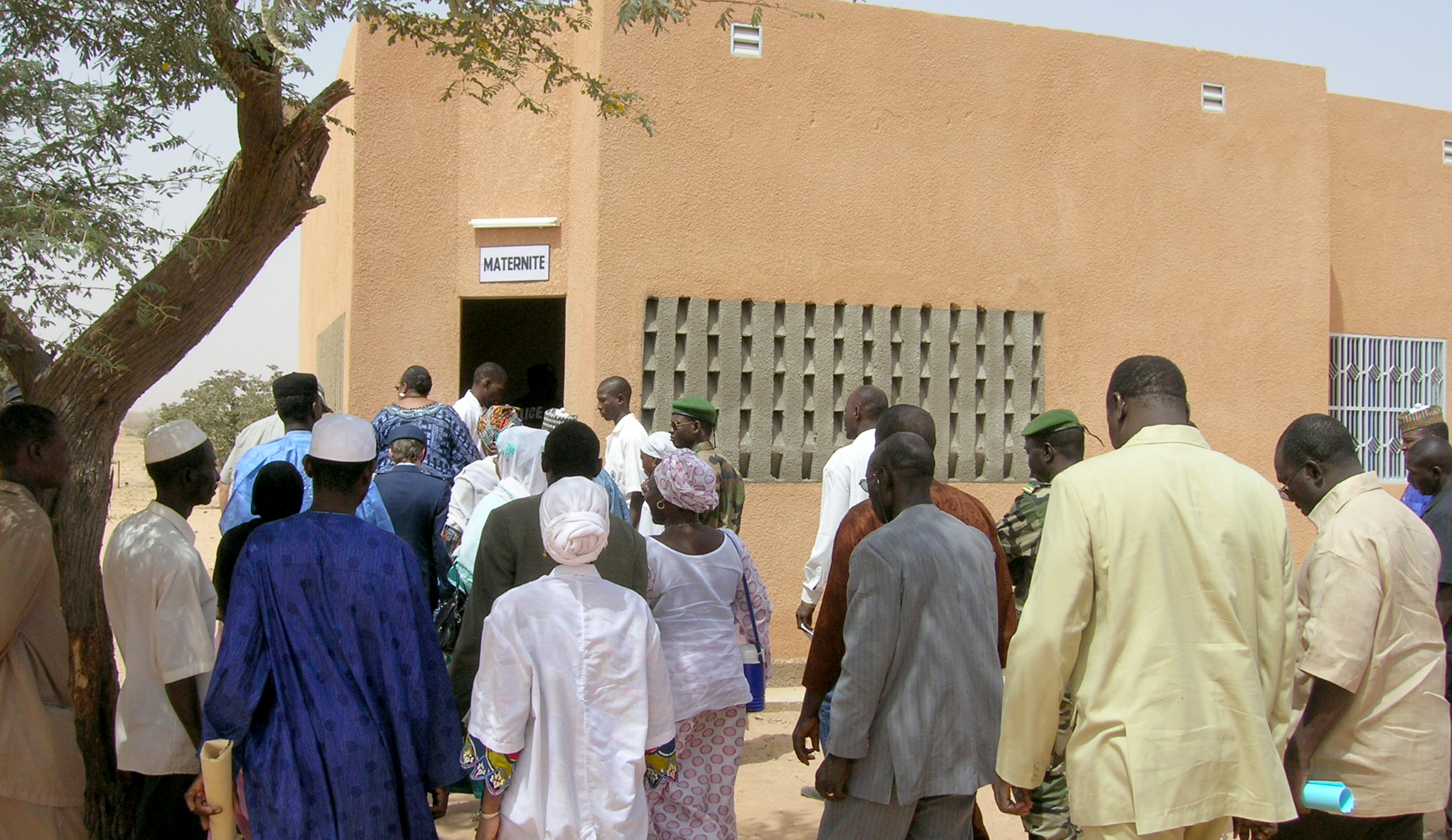
Des dignitaires étrangers et nigériens visitent la maternité de Dosso à Dosso, au Niger.

## Situation
La région de Dosso est limitrophe de deux régions nigériennes au nord et à l'ouest, frontalière de deux Etats du Nigeria à l'est et d'un département béninois au sud.
|           | Tillabéri | Tahoua |
| Tillabéri | Dosso     | Sokoto |
|           | Alibori   | Kebbi  |

## Subdivisions administratives
La région est depuis 2011. divisée en 8 départements et 43 communes, dont 5 communes urbaines et 38 communes rurales, 6 213 localités. Le pouvoir traditionnel est exercé par 1 sultanat, 15 cantons, 3 groupements nomades peuls et 1 672 villages administratifs et tribus.

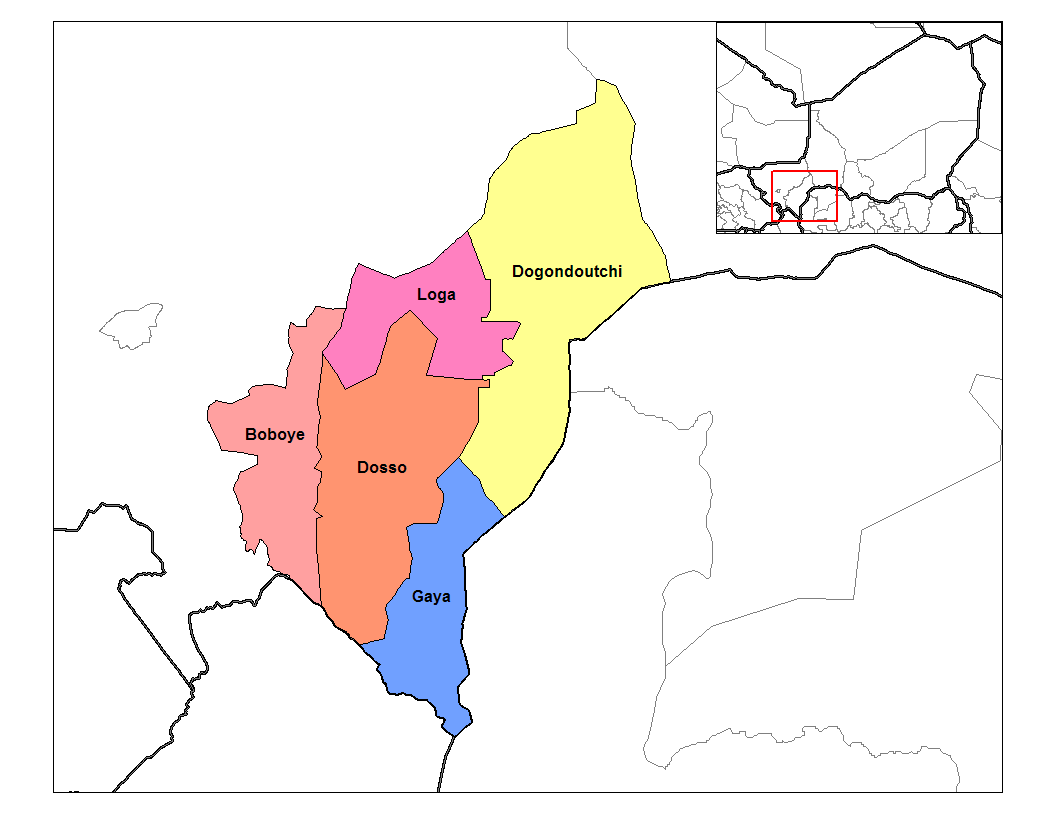
Les départements de la région de Dosso.

| Département  | Superficie (km2) | Population (2012) | Communes urbaines (en gras) et rurales                                                                                |
| ------------ | ---------------- | ----------------- | --- |
| Boboye       | 3 056            | 252 597           | Birni N'Gaouré • Fabidji • Fakara • Harikanassou • Kankandi • Kiota • Koygolo • N'Gonga                               |
| Dioundiou    | 1 576            | 109 615           | Dioundiou • Karakara • Zabori                                                                                         |
| Dogondoutchi | 8 206            | 372 473           | Dogondoutchi • Dan-Kassari • Dogonkiria • Kiéché • Matankari • Soucoucoutane                                          |
| Dosso        | 8 938            | 492 560           | Dosso • Farey • Garankédey • Gollé • Goroubankassam • Karguibangou • Mokko • Sambéra • Tombokoirey I • Tombokoirey II |
| Falmèy       | 1 542            | 103 271           | Falmey • Guilladjé |
| Gaya         | 2 470            | 261 638           | Gaya • Bana • Bengou • Tanda • Tounouga • Yélou                                                                       |
| Loga         | 2 826            | 175 543           | Loga • Falouel • Sokorbé                                                                                              |
| Tibiri       | 2 768            | 270 016           | Tibiri • Douméga • Guéchémé • Koré Maïroua                                                                            |

### Découpage territorial 2002

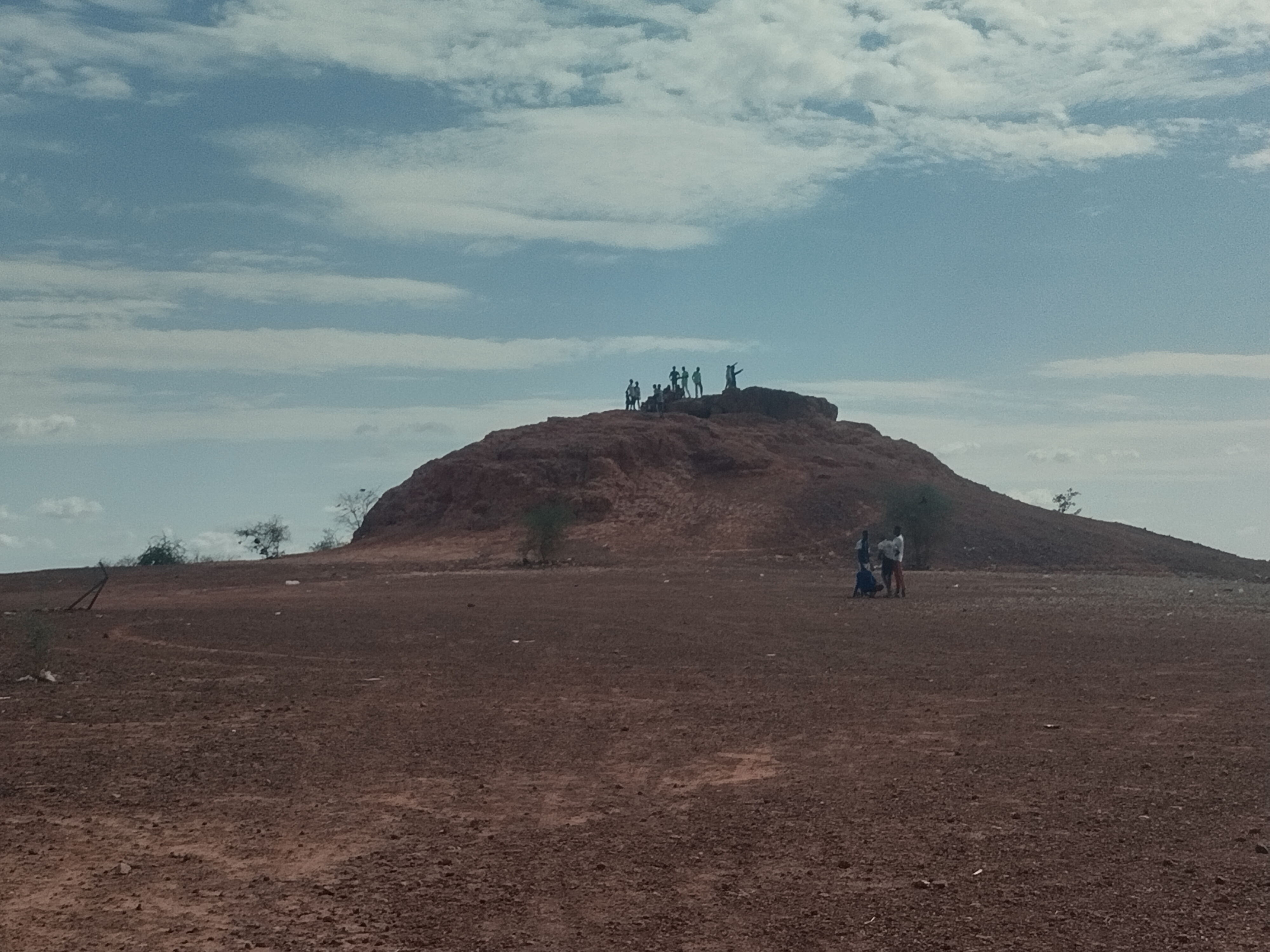
Collines de Dosso

Selon le Cdécoupage territorial de 2002, la région de Dosso est subdivisée en 5 départements eux-mêmes subdivisés en communes urbaines et rurales. Les populations sont des estimations 2011:
Département de Boboye (aussi nommé Birni N'Gaouré) :
- Superficie : 4 794 km²
- Population : 372 904 habitants
- Chef-lieu : Birni N'Gaouré
- Communes urbaines : Birni N'Gaouré.
- Communes rurales : Fabidji, Fakara, Falmey, Guillagué, Harikanassou, Kankandi, Kiota, Koygolo, N’Gonga.

Département de Dogondoutchi :
- Superficie : 11 936 km²
- Population : 682 289 habitants
- Chef-lieu : Dogondoutchi
- Communes urbaines : Dogondoutchi.
- Communes rurales : Dan-Kassari, Dogonkiria, Douméga, Guéchémé, Kiéché, Koré Maïroua, Matankari, Soucoucoutane, Tibiri (Doutchi).

Département de Dosso :
- Superficie : 8 587 km²
- Population : 488 509 habitants
- Chef-lieu : Dosso
- Communes urbaines : Dosso.
- Communes rurales : Farey, Garankedey, Gollé, Goroubankassam, Karguibangou, Mokko, Sambera, Tessa, Tombokoirey I, Tombokoirey II.

Département de Gaya :
- Superficie : 4 446 km²
- Population : 349 794 habitants
- Chef-lieu : Gaya
- Communes urbaines : Gaya.
- Communes rurales : Bana, Bengou, Dioundiou, Karakara, Tanda, Tounouga, Yélou, Zabori.

Département de Loga :
- Superficie : 4 081 km²
- Population : 184 843 habitants
- Chef-lieu : Loga
- Communes urbaines : Loga.
- Communes rurales : Falwel, Sokorbé.